# Liste der Kulturdenkmäler in Plein
In der Liste der Kulturdenkmäler in Plein sind alle Kulturdenkmäler der rheinland-pfälzischen Ortsgemeinde Plein aufgeführt. Grundlage ist die Denkmalliste des Landes Rheinland-Pfalz (Stand: 10. August 2023).

## Einzeldenkmäler
| Bezeichnung                          | Lage                                                     | Baujahr                         | Beschreibung                                                                             | Bild                           |
| ------------------------------------ | -------------------------------------------------------- | ------------------------------- | ---------------------------------------------------------------------------------------- | ------------------------------ |
| Katholische Filialkirche St. Jakobus | Eifelstraße 13 Lage                                      | 18. oder frühes 19. Jahrhundert | ursprünglich vierachsiger Saalbau, 18. oder frühes 19. Jahrhundert, um 1960/70 erweitert | weitere Bilder Fotos hochladen |
| Kreuz                                | Eifelstraße, westlich von Nr. 13 Lage                    | 1811                            | nachbarockes Schaftkreuz, bezeichnet 1811                                                | Fotos hochladen                |
| Kreuz                                | Eifelstraße, südlich von Nr. 13 Lage                     | 1749                            | barockes Schaftkreuz, bezeichnet 1749                                                    | weitere Bilder Fotos hochladen |
| Wohnhaus                             | Eifelstraße 41a Lage                                     | um 1905                         | giebelständiges Wohnhaus, um 1905                                                        | Fotos hochladen                |
| Bahnhof Plein                        | nordöstlich des Ortes an der K 21 Lage                   | um 1910                         | Empfangsgebäude der Mosel-Maare-Bahn, Krüppelwalmdachbau, Fachwerkgüterschuppen, um 1910 | Fotos hochladen                |
| Heiligenhäuschen                     | nordöstlich des Ortes im Wald Lage                       | 18. oder 19. Jahrhundert        | rund geschlossener Mauerblock, 18. oder 19. Jahrhundert                                  | Fotos hochladen                |
| Marienkapelle                        | südlich des Ortes an der K 21 Lage                       |                                 | Wegekapelle, Krüppelwalmdachbau                                                          | Fotos hochladen                |
| Heiligenhäuschen                     | südlich des Ortes an der K 21 bei der Marienkapelle Lage | 18. oder 19. Jahrhundert        | rund geschlossener Mauerblock, 18. oder 19. Jahrhundert                                  | Fotos hochladen                |
| Unkensteinkapelle                    | südlich des Ortes an der K 21 im Liesertal Lage          | 1706                            | Wegekapelle, Putzbau, Portal in Renaissanceformen, bezeichnet 1706                       | Fotos hochladen                |